# Nguyễn Quang A
Nguyễn Quang A (sinh năm 1946 tại tỉnh Bắc Ninh) là một doanh nhân, tiến sĩ khoa học, dịch giả, nhà nghiên cứu và nhà hoạt động xã hội người Việt.
Từng đảm nhiệm các chức vụ Chủ tịch Hiệp hội Doanh nghiệp Việt Nam - Hungary, Chủ tịch Hội Tin học Việt Nam nhiệm kỳ thứ 3, Chủ tịch Hội đồng quản trị Công ty cổ phần Máy tính-Truyền thông-Điều khiển (3C), Viện trưởng Viện Nghiên cứu Phát triển IDS, đồng sáng lập và là thành viên Hội đồng quản trị Ngân hàng VP Bank, Nguyễn Quang A cũng là thành viên của Diễn đàn Xã hội dân sự, một phong trào tuyên bố rằng "trao đổi và tập hợp các ý kiến nhằm góp phần chuyển đổi thể chế chính trị của nước ta từ toàn trị sang dân chủ một cách ôn hòa".

## Tiểu sử
- Nguyễn Quang A sinh tại Quế Võ, Bắc Ninh năm 1946, là con trai duy nhất trong gia đình có cha là liệt sĩ chống Pháp.
- Năm 1965 ông được nhà nước cử đi học đại học tại Hungary ngành vô tuyến điện[2], rồi ở lại học tiếp Phó Tiến sĩ.
- Năm 1975 ông làm việc tại Viện Kỹ thuật Quân sự Việt Nam.
- Năm 1982 ông trở lại Hungary làm nghiên cứu sinh cấp cao và bảo vệ thành công luận án Tiến sĩ Khoa học chuyên ngành Điện tử Viễn thông.
- Năm 1987 ông chuyển từ làm việc trong Quân đội nhân dân Việt Nam sang làm việc tại Tổng cục Điện tử và Kỹ thuật Tin học Việt Nam. Sau đó, lại chuyển sang làm việc tại Công ty Liên doanh Máy tính Việt Nam Genpacific.
- Năm 1989 ông thành lập Công ty Máy tính-Truyền thông-Điều khiển 3C.
- Ngoài lãnh vực tin học, TS. Nguyễn Quang A cũng là một chuyên gia kinh tế và là một trong những người đi đầu trong ngành ngân hàng tư nhân tại Việt Nam. Năm 1993 tham gia sáng lập Ngân hàng ngoài Quốc doanh VP Bank nay là Ngân hàng TMCP Việt nam thịnh vượng.
- Năm 2007 ông cùng 8 nhà nghiên cứu có tên tuổi trong nước thành lập Viện Nghiên cứu Phát triển IDS.
- Ông từng giữ chức Chủ tịch Hội Tin học Việt Nam, Chủ tịch Hiệp hội Doanh nghiệp Việt Nam - Hungary (nhiệm kỳ 2007-2012).

## Một số hoạt động dân sự

### Sự kiện
- Ngày 27 tháng 9 năm 2007, TS. Nguyễn Quang A cùng 8 nhà nghiên cứu Hoàng Tụy, Phạm Chi Lan, Lê Đăng Doanh, Chu Hảo, Tương Lai, Phan Huy Lê, Trần Đức Nguyên, Trần Việt Phương thành lập Viện Nghiên cứu Phát triển IDS. Viện IDS với tư cách một tổ chức độc lập, vừa là tổ chức mở, phi vụ lợi chuyên nghiên cứu các vấn đề liên quan đến các chính sách, chiến lược, kế hoạch phát triển cho các cơ quan nhà nước và các tổ chức kinh tế xã hội. Ông cho rằng có nhiều tiếng nói độc lập như IDS hẳn tốt hơn là không có và nếu có tạo ra một trào lưu nhiều viện nghiên cứu chính sách tư nhân độc lập thì đó cũng là dấu hiệu đáng mừng [3].
- Trong năm 2011, với những sự kiện gây hấn liên tiếp của Trung Quốc ở Biển Đông và những phản ứng Chính phủ Việt Nam, ông đã cùng nhiều nhân sĩ trí thức và đông đảo tầng lớp nhân dân tham gia các cuộc biểu tình ôn hòa tại Hà Nội để phản đối hành động của Trung Quốc.
- Ngày 2 tháng 9 năm 2015, ông cho biết mình đã bị công an "câu lưu trái phép” 15 tiếng ngày hôm trước tại phi trường Nội Bài khi trở về từ Mỹ với lý do là xem xét hộ chiếu của ông đã hết hạn chưa, mặc dù nó vẫn còn giá trị 5 năm. Ông cho biết, sẽ nhờ luật sư để chấm dứt “một lần và mãi mãi" điều mà ông cho là "sự vi phạm hết sức là trắng trợn” ở sân bay và cửa khẩu[4][5][6].
- Tháng 3 năm 2016 ông ứng cử đại biểu Quốc hội khóa XIV, nhiệm kỳ 2016-2021 với tư cách chuyên gia độc lập về tin học, kinh tế, tài chính, nhà báo tự do[7]. Kết quả ông bị loại từ ngay vòng lấy phiếu tín nhiệm tại nơi cư trú khi chỉ giành được 6/75 phiếu ủng hộ. Ông Nguyễn Sỹ Phúc, Trưởng ban công tác mặt trận tổ 13, phường Gia Thụy, nơi ông Quang A cư trú nêu lý do rằng hai vợ chồng ông Quang A ở tại đây được mấy năm nhưng không tham gia các hoạt động tổ dân phố, ít giao lưu với hàng xóm nên ông không có được tín nhiệm của người dân ở nơi cư trú.
- Ngày 23 tháng 3 năm 2016, lúc 9h20, ông đang uống cà phê tại số 02 Triệu Quốc Đạt gần nơi Anh Ba Sàm bị xử án thì bị 6 thanh niên khiêng và áp giải lên xe và đưa về đồn công an phường Gia Thụy. Một cảnh sát điều tra đến tra hỏi. Đến gần 13g thì ông được trả tự do.
- Ngày 23 tháng 5 năm 2016, theo người trong gia đình thuật lại, ông đã bị một số người lạ mặt bắt đi trước khi có thể cùng nhóm các nhà hoạt động dân sự được mời gặp Tổng thống Mỹ Barack Obama trong chuyến công du tới Việt Nam[8].

### Quan điểm
- Năm 2006, Nguyễn Quang A có bài viết "Đôi lời cùng GS. Nguyễn Đức Bình và Góp ý với Đảng Cộng sản Việt Nam" đăng trên báo Tuổi Trẻ và mạng talawas, góp ý về vấn đề dân chủ và vai trò của Đảng Cộng sản tại Việt Nam [9].
- Ông có quan điểm ngược lại với Quyết định số 97 của Thủ tướng Nguyễn Tấn Dũng về việc Thành lập các Tổ chức Khoa học và Công nghệ; và Hội đồng Viện IDS đã quyết định tự giải thể Viện Nghiên cứu Phát triển IDS trước khi Quyết định 97 có hiệu lực. Trong khi đó, Thủ tướng Nguyễn Tấn Dũng yêu cầu các cơ quan chức năng khẩn trương thực hiện Quyết định 97 và xử lý "thích hợp, đúng quy định" đối với việc Viện Nghiên cứu Phát triển (IDS) tự giải thể. Thủ tướng cũng yêu cầu xử lý "những phát biểu thiếu tinh thần xây dựng của một số cá nhân" thuộc IDS [3][10].
- Ông có ý kiến về Độ bền vững của Dự án khai thác bô xít ở Tây Nguyên và có quan điểm là nên xem xét kỹ lưỡng dự án này.
- Ông có nhiều ý kiến chính thức khác với quan điểm của Chính phủ về việc xây dựng nhà máy điện nguyên tử [11].
- Tháng 12 năm 2009, Ông có bài viết trên báo phê phán quan chức kiêm quản lý doanh nghiệp nhà nước[12].
- Ông đứng đầu trong danh sách những người đã ký trong "Kiến nghị về sửa đổi Hiến pháp 1992" phổ biến vào ngày 19 tháng 1 năm 2013 tại Hà Nội [13]
- Theo BBC Việt ngữ, ngày 9.12.2015, ông cùng với 126 người[14] đã gửi một bức thư ngỏ đến Bộ Chính trị, Ban Chấp hành Trung ương khóa XI, các đại biểu dự Đại hội lần thứ XII và toàn thể đảng viên Đảng Cộng sản Việt Nam. Bức thư đề nghị "đổi tên Đảng (không gọi là Đảng Cộng sản); đổi tên nước (không gọi là Cộng hòa xã hội chủ nghĩa); trả lại tự do cho những người khác chính kiến đang bị giam giữ; chấm dứt sự trấn áp và ngăn chặn nhân dân thực hiện quyền tự do dân chủ theo Hiến pháp" đồng thời nêu ý kiến "Thực tiễn của nước ta cũng như trải nghiệm của nhiều nước trên thế giới đã cho thấy rõ sai lầm và thất bại của đường lối xây dựng chủ nghĩa xã hội theo chủ nghĩa Mác - Lênin".[15]

## Phát biểu
- Về những biện pháp cụ thể và có tính thực tế để cải thiện nền kinh tế sau khi Hội nghị trung ương 5 ban hành một lúc ba nghị quyết về kinh tế: "Với một số người chủ yếu bên hành pháp, tôi khuyên họ là học kiểu 'nói một đằng, làm một nẻo', tức là thôi cứ nói như ông Nguyễn Phú Trọng cũng được, làm hoàn toàn khác. Bởi vì kinh nghiệm có rất nhiều địa phương là nơi không có nghe theo đường lối của đảng thì thành công." [16].

## Giải thưởng và bình chọn
- Được bình chọn là một trong 10 người có ảnh hưởng đến sự phát triển của Internet Việt Nam trong 10 năm qua[17] (tính từ 1997 tới thời điểm bầu chọn và công bố kết quả vào 2007)[18].
- Tháng 8 năm 2008 TS. Nguyễn Quang A được trao Giải thưởng Quan hệ Quốc tế của Hungary "Vì các Mối Quan hệ quốc tế". Cùng được trao giải trong ngày 25 tháng 8 năm 2008 tại Bộ Ngoại giao Hungary ngoài Tiến sĩ Nguyễn Quang A còn có Giáo sư Charles Gati (người Mỹ gốc Hungary) của Đại học Johns Hopkins, Tiến sĩ Tóth László (người Hungary) của Đại học Szeged[19].
- Cùng 9 cá nhân và tổ chức khác, TS. Nguyễn Quang A được chọn vào danh sách ứng viên cho giải thưởng nhân quyền thường niên của Chính phủ Hà Lan, giải Hoa Tulip về Nhân quyền năm 2016[20]. Cuộc bầu chọn công khai qua mạng này được Human Rights Tulip mở hồi 12:00 giờ địa phương ngày 29 tháng 8 năm 2016 và kết thúc ngày 7 tháng 9 năm 2016 [21]. Theo Hoa Tulip về Nhân quyền, Nguyễn Quang A được chọn vì đã cho thấy, qua những hoạt động của ông, khoảng cách giữa những quyền căn bản ghi trong hiến pháp mới và thực tế trong đời sống ở Việt Nam như việc ông tự ra tranh cử trong cuộc bầu cử quốc hội Việt Nam 2016 [22].

## Tác phẩm

### Tác phẩm dịch
- Thomas Friedman, Thế giới phẳng (đồng dịch cùng Cao Việt Dũng, Nguyễn Tiên Phong)
- Hernando de Soto, Sự bí ấn của tư bản (Nhà xuất bản Chính trị Quốc gia ấn hành dưới tên gọi "Sự bí ẩn của vốn", 2006)
- Karl Popper, Sự khốn cùng của chủ nghĩa lịch sử
- Karl Popper, Xã hội mở và những kẻ thù của nó
- Daron Acemoglu; Jemes A. Robinson, Vì sao các quốc gia thất bại, Nguồn gốc của Quyền lực, Thịnh vượng và Nghèo khó
- Robert Kagan, Thế giới mà Mỹ tạo ra
- Bàn tròn Ba Lan – những bài học, Hội thảo nhân kỷ niệm 10 năm Bàn Tròn Ba Lan tại Đại học Michigan, Hoa Kỳ – 7-10/4/1999
- Kornai János, Hội chứng ràng buộc ngân sách mềm và khủng hoảng tài chính toàn cầu, Vài cảnh báo từ một nhà kinh tế học Đông Âu
- Kornai János, Tự do, Bình đẳng, Bác ái: Suy ngẫm về những thay đổi tiếp sau sự sụp đổ của chủ nghĩa cộng sản
- Kornai János, Chủ nghĩa xã hội thị trường? Nền kinh tế thị trường xã hội chủ nghĩa?
- Kornai János, Bài học chuyển đổi ở Đông Âu, Tuyển tập các tiểu luận
- Kornai János, Bằng sức mạnh tư duy, Tiểu sử tự thuật đặc biệt
- Murray Rothbard, Luân lý Của Tự do, với phần Dẫn nhập mới của Hans-Hermann Hoppe
- Friedrich Hayek, Con đường dẫn tới chế độ nông nô, Ấn bản kỷ niệm Năm Mươi năm – với lời giới thiệu của Milton Friedman.

### Biên soạn
- Một năm Hội nghị Diên Hồng Hungary.